# Aldeanueva de la Sierra
Aldeanueva de la Sierra es un municipio y localidad española de la provincia de Salamanca, en la comunidad autónoma de Castilla y León. Se integra dentro de la comarca de la Sierra de Francia y la subcomarca de Las Quilamas. Pertenece al partido judicial de Salamanca.
Su término municipal está formado por un solo núcleo de población, ocupa una superficie total de 14,51 km² y según los datos demográficos recogidos en el padrón municipal elaborado por el INE en el año 2017, cuenta con una población de 107 habitantes.

## Historia
Su fundación se presupone dentro del proceso de repoblación llevado a cabo por el rey Alfonso IX de León a inicios del siglo XIII, cuando este monarca crea el concejo de Miranda del Castañar en el que quedó integrada Aldeanueva, dentro del Reino de León. Con la creación de las actuales provincias en 1833, Aldeanueva de la Sierra fue englobada en la provincia de Salamanca, dentro de la Región Leonesa.

## Geografía

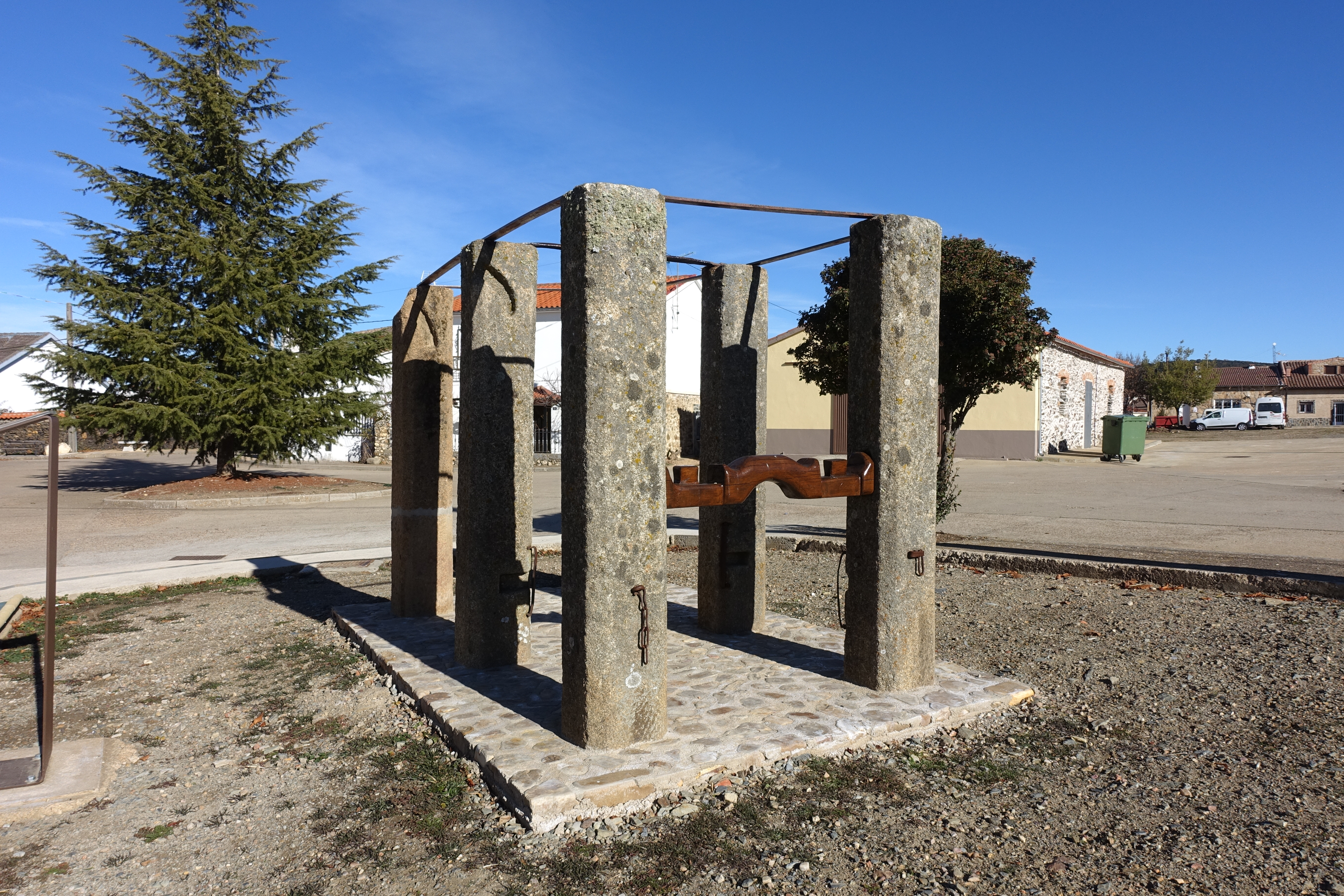
Potro de herrar

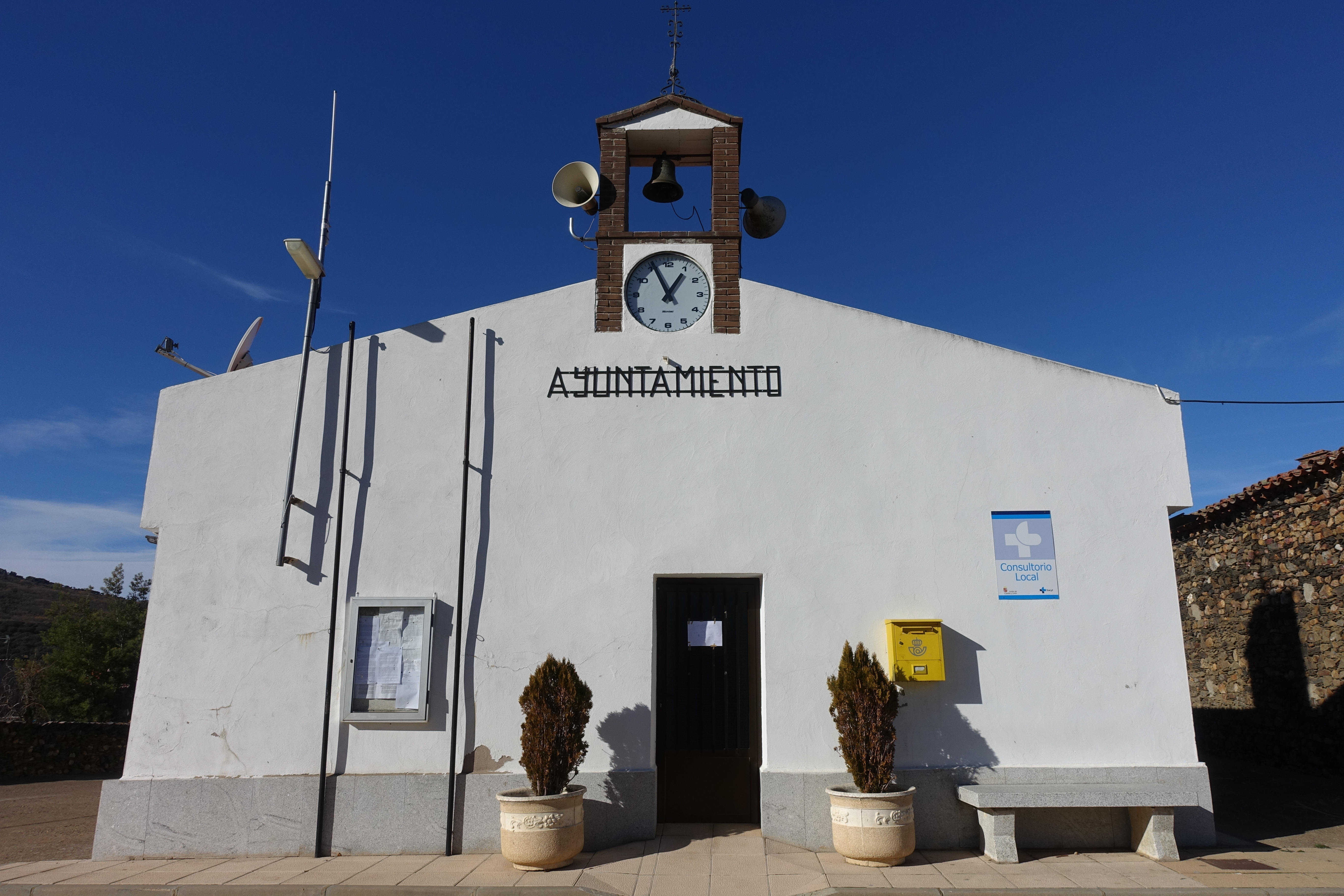
Casa consistorial

Aldeanueva de la Sierra pertenece a la provincia de Salamanca. Está metida en una depresión, ya que este pueblo está rodeado de montes. Al lado de este inclinado pueblo, que con los años se ha ido expandiendo, se encuentra el río Lumbralejo. El cual ha sido utilizado para lavar la ropa, para dar agua a los animales, regar, embellecer el paisaje… Los maravillosos y abundantes montes, pertenecen a la era Cambriar y a la era paleozoica (desde 4000 millones- 225 millones de años). En la primera era, en España, se creó una doblada línea-montal del mar, cogiendo así a Aldeanueva y dejando a la luz materiales como la pizarra. Aunque cabe destacar, que el desgaste los ha limado. Cuando termina esta etapa, empieza la siguiente con la orogénesis herciana: el mar cubrió la península y surgieron algunas cordilleras hercianas al lado de materiales como la pizarra, la cuarcita y el granito. Aunque este último no se da mucho en Aldeanueva. Resumiendo, en Aldeanueva se dan materiales silicios, es decir, materiales antiguos y duros. Sin embargo, hay lugares donde podemos encontrar materiales terciarios y cuaternarios (68 millones-hasta ahora) que se encuentran por ejemplo en el campo de tiro.
En España, las cordilleras de dentro se encuentran en la cordillera central y en los montes de Toledo. Aldeanueva pertenece a la cordillera central. Surge porque se levantan unos bloques del zócalo de la cordillera central debido a la orogénesis alpinar. Como ya se ha citado antes, las montañas de este pueblo están formadas por piedras primarias, por ello, tienen forma redonda y cimas llanas, también teniendo en cuenta la limación. 
| Noroeste: Sepulcro-Hilario | Norte: Tamames             | Noreste: Tejeda y Segoyuela        |
| Oeste: Puebla de Yeltes    |                            | Este: Navarredonda de la Rinconada |
| Suroeste: El Cabaco        | Sur: Cereceda de la Sierra | Sureste: La Bastida                |

### Clima
Se da un clima mediterráneo continentalizado. Las precipitaciones rondan entre 800-300 mm. Las máximas suceden sobre todo en primavera, cuando los anticiclones del invierno se debilitan (los anticiclones ocurren porque el suelo está más frío). En este lugar tienen los veranos son frescos puesto que la media no pasa de los 22 °C y los inviernos son fríos, más bajos de 4-6 °C. Son comunes las heladas y las nubes. Por último, siguiendo con el verano, no podemos dejar a un lado la sequía ya que cada vez es más común y contribuye al empobrecimiento de las tierras y a la disminución de la calidad de los ciudadanos y de los animales. Por ello, es obligatoria la consumición controlada del agua.
La tierra es de secano y se trabaja de un modo extensivo. Tienen una gran dimensión y cada vez se emplea en ellas más técnicas, aunque todavía no es suficiente. Por ello, los beneficios al igual que las inversiones son pocas. Lo que más se explota es el cereal como el trigo y la cebada; y sobre todo los forrajes. Sin embargo, al lado del río existen pequeños huertos, se siembran hortalizas, que conviven con árboles frutales, todo para el consumo propio.
Es necesario decir, que el mayor porcentaje de la superficie se encuentra ocupada por dehesa de encina, roble y quejigo y en su mayoría monte bajo de barda, siendo aprovechado por el pastoreo de ovejas y vacas. El coto de caza está clasificado como Cuartel Intensivo de Caza, siendo una importante fuente de ingresos para el pueblo.

## Demografía
Aldeanueva de la Sierra cuenta con una población de 98 habitantes (INE 2024).
| Gráfica de evolución demográfica de Aldeanueva de la Sierra entre 1842 y 2021                                       |
| |
| Población de derecho según los censos de población del INE Población de hecho según los censos de población del INE |

Demográficamente Aldeanueva se puede dividir en tres etapas. La primera, el régimen demográfico viejo se desarrolla hasta el siglo XX (hasta 1900). La tasa de nacimientos era muy alta, ya que la economía se centraba en el cultivo y porque más adelante los jóvenes aseguraban el futuro de sus padres. Pero la tasa de fallecimientos también era muy alta debido a que la calidad de vida era muy baja y la medicina no estaba demasiado avanzada. La dieta alimenticia era escasa y desequilibrada, se daban enfermedades infecciosas y la higiene pública y privada era escasa. Por ello la vida de los ciudadanos llegaba hasta los 30 años.
La segunda, la de transición, ocurre entre principios del siglo XX, hasta 1975. La tasa de nacimiento en un modo no seguido fue bajando, aunque en 1920 se recuperaron. Lo que más se notó fue la guerra civil española (1936-1939) y la posguerra (1939-1955). Más adelante en 1960 se recuperan gracias al fenómeno “baby boom”. La tasa de fallecimiento baja excepto en la guerra civil y la gripe de 1917 aunque en Aldeanueva no se notó mucho. Quitando los años citados de decadencia, la tasa de niños fallecidos bajó ya que se empezó a dar a luz en las clínicas y la medicina avanzó al lado de la higiene pública y privada. La media de vida subió hasta los 65 años. Dentro de esta etapa, la población de este pueblo bajó, debido a que la gente emigró, sobre todo a lugares españoles, con el fin de llegar a Madrid, Bilbao y Barcelona para poder trabajar en la industria… La última etapa, se da desde 1975, hasta ahora. Los nacimientos bajaron mucho, por la situación económica, porque la gente que se marchó del pueblo dejó una población de edad avanzada, por el trabajo inestable del campo, el embarazo se ha retrasado, las atenciones que requiere un niño son caras… Estas situaciones han dejado en Aldeanueva, más o menos, un índice de 1,545 hijos por pareja y gracias a la inmigración ha ascendido hasta 1,583. El fallecimiento ha disminuido mucho y por ello la mayoría de la población es adulta (15-65 años) o de la tercera (de 65 para arriba) edad. Las razones principales del fallecimiento son el fin de vida, las enfermedades cardiovasculares y el cáncer.

## Administración y política
| Partido político                              | 2019  | 2019  | 2019       | 2015  | 2015  | 2015       | 2011  | 2011  | 2011       | 2007  | 2007  | 2007       | 2003  | 2003  | 2003       |
| Partido político                              | %     | Votos | Concejales | %     | Votos | Concejales | %     | Votos | Concejales | %     | Votos | Concejales | %     | Votos | Concejales |
| Partido Socialista Obrero Español (PSOE)      | 61,17 | 63    | 4          | 52,43 | 54    | 4          | 33,08 | 44    | 1          | 26,09 | 24    | 0          | 43,68 | 38    | 2          |
| Partido Popular (PP)                          | 36,89 | 38    | 1          | 46,60 | 48    | 1          | 57,14 | 76    | 4          | 48,76 | 118   | 3          | 47,13 | 41    | 3          |
| Unión del Pueblo Salmantino (UPSa)            | —     | —     | —          | —     | —     | —          | —     | —     | —          | 45,65 | 42    | 4          | 8,05  | 7     | 0          |
| Unidad Regionalista de Castilla y León (URCL) | —     | —     | —          | —     | —     | —          | —     | —     | —          | —     | —     | —          | 6,90  | 6     | 0          |

El alcalde de Aldeanueva de la Sierra no recibe ningún tipo de prestación económica por su trabajo al frente del Ayuntamiento (2017).